# Penstemon pahutensis
Penstemon pahutensis är en grobladsväxtart som beskrevs av N. Holmgren. Penstemon pahutensis ingår i släktet penstemoner, och familjen grobladsväxter. Inga underarter finns listade i Catalogue of Life.